# Tyringe landskommun
Tyringe landskommun var en tidigare kommun i dåvarande Kristianstads län.

## Administrativ historik
Den bildades som så kallad storkommun vid kommunreformen 1952 genom sammanläggning av de tidigare kommunerna Finja, Hörja, Matteröd, Röke och Västra Torup. Den fick sitt namn från samhället Tyringe för vilket Tyringe municipalsamhälle inrättats 1928 och som från 1952 fanns kvar i denna kommun ända till och med utgången av år 1970, då alla landets kvarvarande municipalsamhällen upphörde.
Kommunen ägde bestånd till 1974 då dess område gick upp Hässleholms kommun.
Kommunkoden var 1134.

### Kyrklig tillhörighet
I kyrkligt hänseende tillhörde kommunen församlingarna Finja, Hörja, Matteröd, Röke och Västra Torup.

## Geografi
Tyringe landskommun omfattade den 1 januari 1952 en areal av 335,61 km², varav 323,93 km² land.

### Tätorter i kommunen 1960
| Tätort       | Folkmängd |
| ------------ | --------- |
| Tyringe      | 3 408     |
| Finja        | 463       |
| Västra Torup | 322       |
| Röke         | 296       |

Tätortsgraden i kommunen var den 1 november 1960 58,5 procent.

## Politik

### Mandatfördelning i Tyringe landskommun 1950-1970
| 14 | 13 | 8 | 5 |

| 37 |

|  | 13 | 12 | 7 | 7 |

| 39 |

|  | 12 | 12 | 6 | 9 |

| 36 |

|  | 14 | 12 | 7 | 6 |

| 34 | 6 |

| 2 | 12 | 12 | 8 | 6 |

| 35 |

| 2 | 12 | 15 | 5 |  | 4 |

| 35 |

### Mandatfördelning i Tyringe municipalsamhälle 1962-1966
|  | 13 |  | 6 | 4 |

| 23 |

| 2 | 9 | 3 | 6 | 5 |

| 24 |